# Entedon excelsus
Entedon excelsus är en stekelart som först beskrevs av Girault 1913.  Entedon excelsus ingår i släktet Entedon och familjen finglanssteklar. Inga underarter finns listade i Catalogue of Life.